# میچیرو اندو
میچیرو اندو (انگلیسی: Michiro Endo; ۱۵ نوامبر ۱۹۵۰ – ۲۵ آوریل ۲۰۱۹) خواننده-ترانه‌پرداز، موسیقی‌دان، مؤلف، بازیگر اهل ژاپن بود. وی بین سال‌های ۱۹۷۹ تا ۲۰۱۸ میلادی فعالیت می‌کرد.